# Réti Csaba (operaénekes)
Réti Csaba (Mezőberény, 1936. november 11. – Deszk, 2009. április 2.) magyar operaénekes (tenor), Liszt-díjas, érdemes művész, a Szegedi Nemzeti Színház örökös tagja.

## Életpályája
Kezdetben testnevelő tanárnak készült. Énektanulmányait a szegedi Zeneművészeti Szakközépiskolában végezte 1955–1960 között. 1953–1963 között a Szegedi Nemzeti Színház énekkari tagja volt. 1957 tavaszán énekelt először szólószerepet. 1963-ban Vaszy Viktor nevezte ki magánénekessé.
1965-ben szerzett országos hírnevet, amikor a bp.-i Nemzetközi Erkel Énekversenyen III. díjat nyert. Az 1971–72-es évadban a Pécsi Nemzeti Színház szerződtette, majd 1972-től visszatért  a Szegedi Nemzeti Színházhoz. Kezdetben lírai tenor szerepeket énekelt, majd spinto és hőstenor alakokat. Gyakori szólistája volt oratóriumelőadásoknak. Pályája végén még fiával, a már pályatárssá vált Réti Attilával is szerepelt egy előadásban. Utoljára 2004. február 11-én lépett fel.

## Főbb szerepei
- Georges Bizet: Carmen – Don José; Remendado
- Pjotr Iljics Csajkovszkij: Jevgenyij Anyegin – Lenszkij
- Gaetano Donizetti: Szerelmi bájital – Nemorino
- Gaetano Donizetti: Lammermoori Lucia – Sir Edgard Ravenswood
- Gaetano Donizetti: Don Pasquale – Ernesto
- Erkel Ferenc: Bánk bán – Ottó
- Charles Gounod: Faust – címszerep
- Pietro Mascagni: Parasztbecsület – Turiddu
- Wolfgang Amadeus Mozart: Così fan tutte – Ferrando
- Wolfgang Amadeus Mozart: A varázsfuvola – Tamino
- Jacques Offenbach: Hoffmann meséi – Hoffmann
- Giacomo Puccini: Manon Lescaut – Des Grieux
- Giacomo Puccini: Bohémélet – Rodolphe
- Giacomo Puccini: Pillangókisasszony – B. F. Pinkerton; Goro
- Gioachino Rossini: A sevillai borbély – Almaviva gróf
- Johann Strauss jun.: A denevér – Alfred
- Giuseppe Verdi: A trubadúr – Manrico
- Giuseppe Verdi: Rigoletto – A mantuai herceg
- Giuseppe Verdi: Álarcosbál – Richard
- Giuseppe Verdi: Don Carlos – címszerep

## Díjai, elismerései
- A budapesti Nemzetközi Erkel Énekverseny III. díja (1965),
- Liszt Ferenc-díj (1974),
- érdemes művész (1987)
- Az Év Énekese díj (Szegedi Operabarátok Egyesülete, 1994)
- a Szegedi Nemzeti Színház örökös tagja
- Dömötör-életműdíj (2006).